# Hand Solo: A DP XXX Parody
Hand Solo: A DP XXX Parody  ist ein US-amerikanischer Pornofilm. der von Digital Playground produziert wurde und eine Parodie auf den Film Solo: A Star Wars Story darstellt.

## Handlung
Als ein Schmugglerschiff um einen nahe gelegenen Planeten explodiert, will jeder Schmuggler in der Galaxis ein Stück vom Kuchen abhaben. Hand Solo unternimmt zusammen mit seiner treuen Crew (Raina, Nomi und Screwbacca) von Außenseitern eine gefährliche Reise durch den Weltraum mit dem ultimativen Ziel, der am meisten verehrte Schmuggler der Galaxis zu werden.

## Nominierungen
- 2019: AVN Award - Best Art Direction
- 2019: AVN Award - Best Special Effects
- 2019: AVN Award - Best Actor - Feature Movie, Robby Echo
- 2019: AVN Award - Best Parody
- 2019: AVN Award - Best Supporting Actor, Isiah Maxwell
- 2019: AVN Award - Best Makeup
- 2019: XRCO Award - Best Parody
- 2019: XBIZ Award - Comedy Release of the Year
- 2019: XBIZ Award - Best Actress - Comedy Release, Valentina Nappi
- 2019: XBIZ Award - Best Actor - Comedy Release, Robby Echo
- 2019: XBIZ Award - Best Special Effects
- 2019: XBIZ Award - Best Art Direction
- 2019: XBIZ Award - Best Sex Scene - Comedy Release, Athena Palomino, Carly Rae, Danny D
- 2019: XBIZ Award - Best Cinematography